# 上帕拉伊索 (巴拉那州)
上帕拉伊索是巴西巴拉那州的一个市镇。总面积967.771平方公里，总人口3273人，人口密度3.4人/平方公里。